# Resolutie 1037 Veiligheidsraad Verenigde Naties
Resolutie 1037 van de Veiligheidsraad van de Verenigde Naties werd op 15 januari 1996 met unanimiteit aangenomen door de VN-Veiligheidsraad. Middels deze resolutie werd de UNTAES-vredesmacht in Oost-Kroatië opgericht, nadat Kroaten en Serven een vredesakkoord hadden getekend in het kader van de Kroatische Onafhankelijkheidsoorlog.

## Achtergrond
In 1980 overleed de Joegoslavische leider Tito, die decennialang de bindende kracht was geweest tussen de zes deelstaten van het land. Na zijn dood kende het nationalisme een sterke opmars, en in 1991 verklaarden verschillende deelstaten zich onafhankelijk. Hierop namen de Servische minderheden in Kroatië en Bosnië en Herzegovina de wapens op, en namen grote delen van het grondgebied in. Eind 1995 zette Kroatië een groot offensief in, gevolgd door een Kroatisch-Bosnisch offensief, waarbij de Serviërs werden teruggedrongen en gedwongen het Verdrag van Dayton te accepteren.

## Inhoud

### Waarnemingen
De Veiligheidsraad erkende de onafhankelijkheid, soevereiniteit en territoriale integriteit van Kroatië, en dat Oost-Slavonië, Baranja en West-Sirmium er integraal toe behoorden. In die regio's moesten de mensenrechten gerespecteerd worden. Op 12 november 1995 was een basisakkoord getekend tussen Kroatië en de Serven in die regio's. Het was van belang dat alle landen in ex-Joegoslavië elkaar erkenden.

### Handelingen
De Veiligheidsraad richtte voor een periode van twaalf maanden een vredesoperatie op in de drie regio's, het VN-Overgangsbestuur voor Oost-Slavonië, Baranja en West-Sirmium of UNTAES, die uit zowel een civiel- als een militair component zou bestaan. Secretaris-generaal Boutros Boutros-Ghali werd gevraagd de tijdelijke bestuurder aan te stellen. Dertig dagen na de ontplooiing van het militaire component moest de regio gedemilitariseerd zijn. Binnen de veertien dagen daarna zou bekeken worden of de partijen van wil waren om het basisakkoord uit te voeren. Als de secretaris-generaal rapporteerde dat de partijen hun verplichtingen niet nakwamen, dan kon het mandaat van UNTAES op elk gegeven moment herbekeken worden.
De militaire component zou uit tot 5000 manschappen bestaan en volgend mandaat krijgen:
a. Toezien op en meewerken aan de demilitarisatie,
b. De terugkeer van vluchtelingen waarnemen,
c. Door haar aanwezigheid bijdragen aan de vrede,
d. Helpen met de uitvoering van het basisakkoord.
De civiele component kreeg dit mandaat:
a. Een tijdelijke politiemacht oprichten (geschat op 600 agenten) en toezien op het gevangeniswezen,
b. Taken van het bestuur opnemen,
c. Herstel van de openbare dienstverlening,
d. De terugkeer van vluchtelingen ondersteunen,
e. Verkiezingen organiseren en verifiëren,
f. Andere taken, zoals economische heropbouw.
Daarnaast moest UNTAES ook zien of de partijen hun basisakkoord nakwamen. De lidstaten werden gevraagd UNTAES te verdedigen met onder meer luchtsteun. UNTAES moest ook samenwerken met de eerder opgerichte IFOR en het Joegoslavië-tribunaal. Ten slotte werd de secretaris-generaal gevraagd zo snel mogelijk te rapporteren over manieren waarop gastland Kroatië kon bijdragen aan de kosten.

## Verwante resoluties
- Resolutie 1034 Veiligheidsraad Verenigde Naties (1995)
- Resolutie 1035 Veiligheidsraad Verenigde Naties (1995)
- Resolutie 1038 Veiligheidsraad Verenigde Naties
- Resolutie 1043 Veiligheidsraad Verenigde Naties

Lijst ·  1036 ·  1037 ·  1038 ·  1039 ·  1040 ·  1041 ·  1042 ·  1043 ·  1044 ·  1045 ·  1046 ·  1047 ·  1048 ·  1049 ·  1050 ·  1051 ·  1052 ·  1053 ·  1054 ·  1055 ·  1056 ·  1057 ·  1058 ·  1059 ·  1060 ·  1061 ·  1062 ·  1063 ·  1064 ·  1065 ·  1066 ·  1067 ·  1068 ·  1069 ·  1070 ·  1071 ·  1072 ·  1073 ·  1074 ·  1075 ·  1076 ·  1077 ·  1078 ·  1079 ·  1080 ·  1081 ·  1082 ·  1083 ·  1084 ·  1085 ·  1086 ·  1087 ·  1088 ·  1089 ·  1090 ·  1091 ·  1092